# Elseneur
Pour les articles homonymes, voir Elseneur (homonymie).
Elseneur (en danois : Helsingør) est une ville et une municipalité  danoise située à la pointe nord-est de l'île de Seeland, au nord de Copenhague. Elle fait face à la ville suédoise de Helsingborg, dont elle est séparée par le détroit de l'Øresund.
Elseneur est internationalement connue par l'ancienne forteresse de Kronborg, qui fait face à la Suède. Le plus imposant de toute la Scandinavie, cet édifice est le théâtre de l'histoire de Hamlet, l'une des plus célèbres tragédies de William Shakespeare.

## Histoire
En 1943, lors de l'occupation allemande du Danemark, commence la persécution des juifs, le club de couture d'Elseneur (Helsingør Syklub) se forme. Il s'agit d'une organisation de la résistance danoise
qui permet le passage en Suède de 1 400 réfugiés juifs, militants politiques et pilotes alliés afin de les mettre en sécurité de l'autre côté de l'Øresund à Helsingborg.

## Politique et administration
La commune est dirigée par un conseil municipal de 25 membres, élus pour un mandat de quatre ans. Les dernières élections ont eu lieu le 16 novembre 2021.
| Période          | Période          | Identité                    | Étiquette | Qualité |
| ---------------- | ---------------- | --------------------------- | --------- | ------- |
| 1er janvier 1970 | 31 décembre 1985 | Ove Thelin (da)             | SD        |         |
| 1er janvier 1986 | 31 décembre 1993 | Knud Axelsen (da)           | SD        |         |
| 1er janvier 1994 | 31 décembre 2009 | Per Tærsbøl (da)            | KF        |         |
| 1er janvier 2010 | 31 décembre 2013 | Johannes Hecht-Nielsen (da) | V         |         |
| 1er janvier 2014 | En cours         | Benedikte Kiær              | KF        |         |

## Lieux et monuments
- Le château de Marienlyst, rénové par l'architecte Nicolas-Henri Jardin.
- Le château de Kronborg, monument classé au patrimoine mondial de l'UNESCO.
- La cathédrale Saint-Olaf (Sankt Olai Kirke en danois), plus vieil édifice de la ville (XIIIe siècle contre 1559 pour la plupart des bâtiments[pas clair]).
- Sankt Mariæ Kirke (en), église de style gothique.
- Aquarium de l'Øresund (da) / Section de biologie marine, annexe de l'université de Copenhague.
- Musée danois de la Marine (da) (M/S Museet for Søfart)
- Musée technique du Danemark

## Personnalités
- Christian Julius de Meza, ancien commandant en chef de l'armée danoise.
- Éric de Poméranie.
- Ludvig Lorenz, mathématicien et physicien.
- Dietrich Buxtehude, compositeur et organiste.
- Mikkel Hansen, handballeur professionnel.
- Johan Peter Wildenradt, peintre. Son épouse, Margrete Krabbe, était la fille de Krabbe, député au Folketing et ancien président de cette chambre. Elle avait acheté un journal de langue danoise, le Dannevirke[réf. nécessaire].
- William Thalbitzer, philologue spécialiste des Inuits.
- Morten Løkkegaard, député européen

## Jumelages
La ville d'Elseneur est jumelée avec :
- Harstad (Norvège) ;
- Umeå (Suède) ;
- Vaasa (Finlande) ;
- Uummannaq (Groenland).